# Justizvollzugsanstalt Kempten

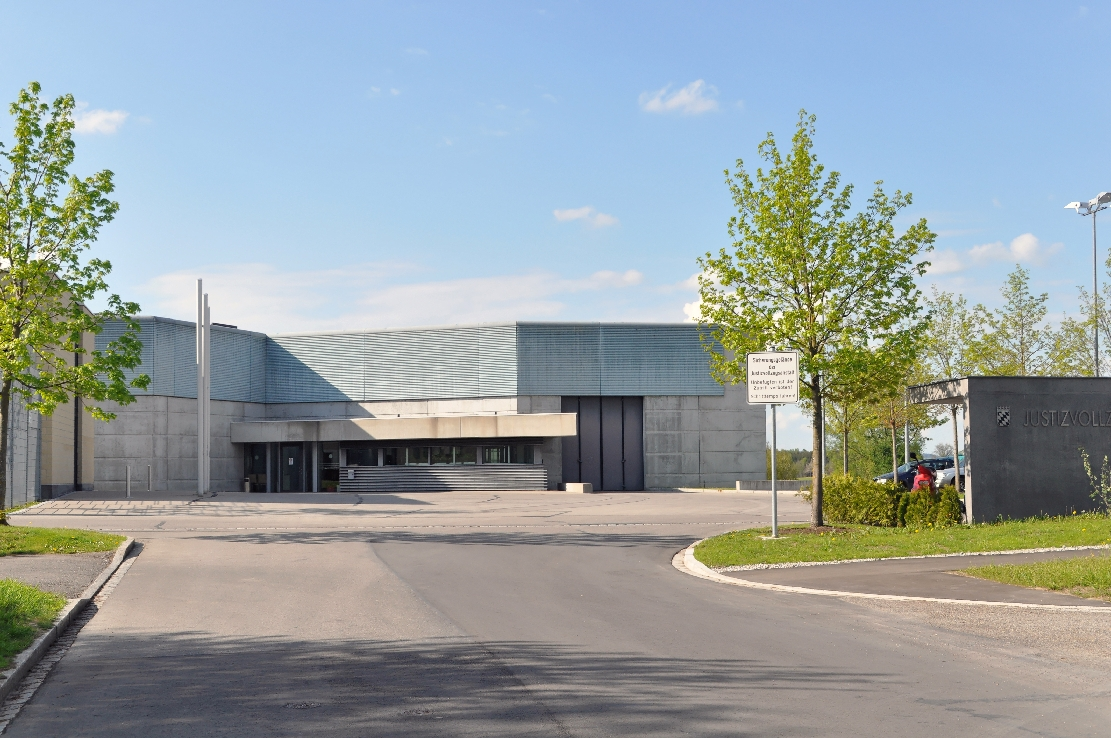
Eingangsbereich der JVA Kempten

Die Justizvollzugsanstalt Kempten ist eine Haftanstalt für männliche Strafgefangene des Freistaates Bayern in Kempten (Allgäu). Sie liegt im statistischen Bezirk Bühl-Nord im Stadtteil 5 rechts der Iller und nordwestlich des Autobahndreieck Allgäu. Verwaltungsmäßig ist die JVA Memmingen der Justizvollzugsanstalt angegliedert.

## Geschichte

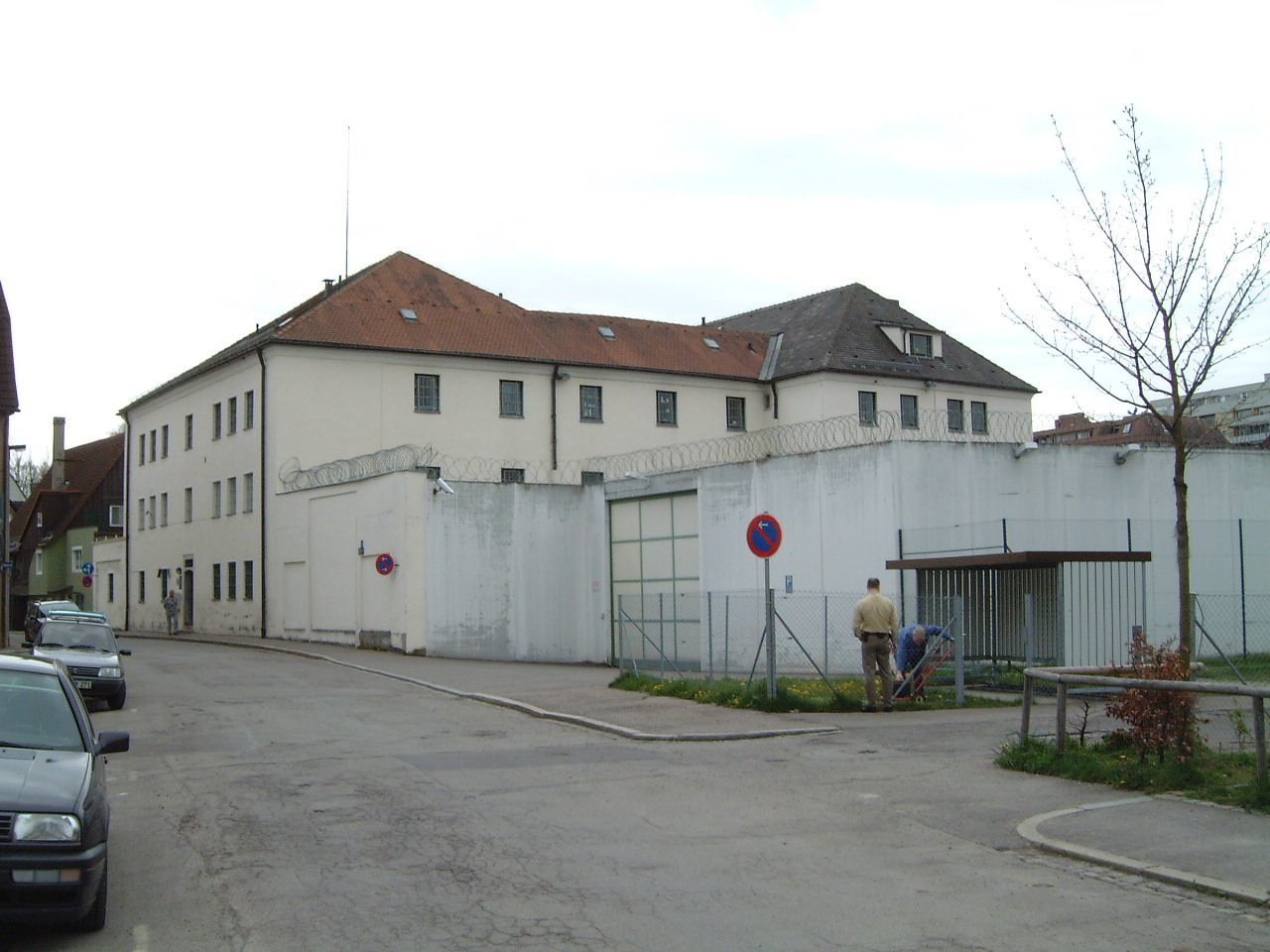
Alte JVA, zeitgenössisches Foto

Immer wieder gab es Pläne vom Bayerischen Justizministerium für einen Ausbau des alten Gefängnisses an der Weiherstraße, das 1856 in der Kemptener Stiftsstadt unter Einbezug älterer Bauten errichtet worden war. 1990 kam es zu einem Eklat mit Mathilde Berghofer-Weichner, der bayerischen Justizministerin, die stets einen Ausbau und keinen Neubau wollte. Nach Protesten aus der Bevölkerung und der Politik sowie der Einschaltung des bayerischen Ministerpräsidenten wurde das Ausbauvorhaben zwei Monate vor dem Baubeginn zu den Akten gelegt und im Osten des Stadtgebietes ein Standort für eine neue Justizvollzugsanstalt durch die Stadt Kempten festgelegt.
Beim Abriss der alten JVA in der Stiftsstadt ab 2003 wurden auch die Reste des stiftkemptischen Stockhauses zerstört, in dem die als "Hexe" verurteilte Anna Maria Schwegelin bis zu ihrem Tod 1781 inhaftiert war. Auf dem großen Grundstück der ehemaligen JVA an der Weiherstraße wurden mehrere Wohnhäuser errichtet.
Der Grundstein für die neue Justizvollzugsanstalt wurde 1999 gelegt. Die neue Anstalt erstreckt sich über 4,47 Hektar und wurde für eine Summe von 49,5 Millionen Euro gebaut. Die Anstalt wurde auf dem historischen Flurstück „Galgenbühl“ errichtet, in dessen Nähe befand sich bis 1814 der Galgen der Reichsstadt Kempten.

## Allgemeines und Zuständigkeit
Die Anstalt erstreckt sich über 4,47 Hektar und wurde in den Jahren 1999 bis 2003 für eine Summe von 49,5 Millionen Euro erbaut, womit die alte JVA Kempten den Betrieb einstellte. Die letztgenannte Haftanstalt wurde im Jahr 1856 errichtet und befindet sich in der Stiftsstadt. Für den Entwurf des neuen Gefängnisses waren die Architekten Ludwig Karl und Markus Probst verantwortlich.
Die JVA Kempten ist für den Vollzug von Untersuchungshaft für den Landgerichtsbezirk Kempten, sowie für Freiheitsstrafen im Erstvollzug bis zu 3 Jahren und Regelvollzug bis zu 2 Jahren für die Landgerichtsbezirke Kempten und Memmingen zuständig. Im Erstvollzug von über 6 bis zu 18 Monaten ist die Anstalt zusätzlich für den Amtsgerichtsbezirk Augsburg zuständig.

## Belegungsfähigkeit
Die JVA Kempten hat eine Gesamtbelegungsfähigkeit von 338 Haftplätzen. Es sind 272 Einzelhaftzellen und 22 Dreier-Zellen vorhanden. Die reale Belegung ist jedoch teilweise höher als die Belegungsfähigkeit, wodurch die Haftanstalt ihre Kapazität überschreitet. Dies wird durch Doppelbelegung von Einzelzellen ermöglicht.
Zum 31. Dezember 2014 befanden sich 315 Gefangene in der Anstalt. Im Jahr 2014 betrug die Durchschnittsbelegung 319 Insassen. Zum 31. Dezember 2019 befanden sich 314 Gefangene in der Anstalt. Die Durchschnittsbelegung im Jahr 2019 betrug 325 Gefangene.